# Stupido me, stupida te
Stupido me, stupida te è un singolo del gruppo musicale italiano Benji & Fede, pubblicato il 30 maggio 2025.

## Descrizione
Il brano, scritto dallo stesso duo musicale con Gabriele Lerna e Michelangelo Vood, è prodotto da Bruce Brown e racconta gli amori che si sfiorano ma non si trovano mai davvero.

## Video musicale
Il video musicale, diretto da Marco Braia, è stato pubblicato in concomitanza all'uscita del brano attraverso il canale YouTube del duo musicale.

## Tracce
Testi di Benjamin Mascolo Federico Rossi, Gabriele Lerna e Michelangelo Vood, musiche di Benjamin Mascolo, Federico Rossi, Gabriele Lerna, Michelangelo Vood e Bruno Stella.
1. Stupido me, stupida te – 2:54